# Переверзев, Николай Владимирович
Николай Владимирович Переверзев (15 декабря 1986, Тюмень, СССР) — российский игрок в мини-футбол; тренер. Выступал за тюменский клуб «Тюмень» и сборную России по мини-футболу, в которых являлся и капитаном.
Выпускник института физической культуры ТюмГУ (2014).

## Биография
Воспитанник тюменского мини-футбола. За «Тюмень» дебютировал в сезоне 2004/05. В мае 2005 года забил первый гол в чемпионате, поразив ворота московского «Арбата». В том сезоне этот гол остался для него единственным, однако на следующий год он отличился уже 10 раз.
В марте 2007 года дебютировал за сборную России в товарищеском матче против сборной Беларуси. В нём же он забил свой первый гол за сборную. В следующем году пробился в состав сборной на чемпионат мира 2008 года, на котором россияне дошли до полуфинала. На том турнире он редко появлялся на паркете, хоть и отметился одним забитым голом, приняв участие в сверхразгромной победе над сборной Соломоновых островов.
В сезоне 2009/10 «Тюмень» впервые в своей истории выиграла серебряные медали чемпионата. Вскоре после этого лидеры тюменской команды стали чаще вызываться в сборную. Через некоторое время Переверзев закрепился в команде и вошёл в её состав на чемпионат Европы 2012 года.

## Достижения
- Заслуженный мастер спорта
- Полуфиналист Чемпионата мира по мини-футболу 2008
- Серебряный призёр Чемпионата Европы по мини-футболу 2012,2014,2016 года
- Серебряный призёр Чемпионата России по мини-футболу 2010
- Чемпион России 2016/2017 в составе Динамо
- Обладатель суперкубка 2016 года
- Обладатель кубка России 2016/2017